# Estación Casilda
Casilda es una estación ferroviaria ubicada en la ciudad del mismo nombre, en el Departamento Caseros, Provincia de Santa Fe, Argentina.

## Servicios
La estación corresponde al Ferrocarril General Bartolomé Mitre de la red ferroviaria argentina. Sus vías e instalaciones están concesionadas a la empresa de cargas Nuevo Central Argentino.
En su edificio se encuentra un centro cultural municipal.